# Der Heiland ist geboren
Der Heiland ist geboren ist ein Weihnachtslied aus Oberösterreich.

## Geschichte
Die erste Textstrophe des Liedes ist bereits 1638 durch einen Flugblattdruck aus Innsbruck mit anderer Melodie nachweisbar. Die heutig bekannte Melodie ist seit etwa 1780 durch eine Handschrift aus Kloster Weyarn überliefert. Eine aus sechs Strophen bestehende Textfassung mit der Herkunftsangabe Salzkammergut und ein Melodieincipit wurden 1881 von Wilhelm Pailler veröffentlicht. In der schlesischen Grafschaft Glatz, die in Liederbüchern oft als Herkunft des Textes angegeben wird, ist das Lied dagegen erst ab 1911 mit etwas umgeformtem Text nachweisbar.
Das Lied wurde in das Evangelische Gesangbuch (EG 49) aufgenommen.

## Inhalt
Das Lied verkündet die biblische Weihnachtsgeschichte in Anlehnung an die Verkündigung der Engel (Lk 2,10–11 ). In der älteren sechsstrophigen Fassung ist eine inhaltliche Gliederung des Liedes in drei Abschnitte festzustellen: die beiden ersten Strophen handeln vom neugeborenen Jesus als Heiland, die nächsten beiden von den Engeln, die beiden abschließenden Strophen von den Gläubigen als Gemeinschaft.

## Melodie und Text
| Text bei Wilhelm Pailler (1881) | heute übliche Fassung |
| --- | --- |
| Der Heiland ist geboren – Freu dich, du Christenheit! – Sonst wärn wir all verloren In alle Ewigkeit! Freut euch von Herzen, ihr Christen all, Kommt her zum Kindelein in dem Stall! Ein Kindlein auserkoren – Freu dich, du Christenheit! Ist uns im Stall geboren, Das Himmel und Erd erfreut. Freut euch von Herzen, u. s. w. Die Engel lieblich singen – Freu dich, du Christenheit! – Sie thun guet Botschaft bringen, Verkündigen große Freud. Freut euch von Herzen, u. s. w. Den Fried thuen sie verkünden! Freu dich, du Christenheit! – Verzeihung aller Sünden Ist uns im Stall bereit. Freut euch von Herzen, u. s. w. Der Stall ist allen offen – Freu dich, du Christenheit! Wer will, der kann jetzt hoffen Gnad’ und Barmherzigkeit. Freut euch von Herzen, u. s. w. Der Gnadenbrunn thuet fließen. Freu dich, du Christenheit! Thuet all das Kindlein grüeßen! Kommt her zu ihm mit Freud! Freut euch von Herzen, u. s. w. | Der Heiland ist geboren Freu dich, o Christenheit Sonst wär’n wir gar verloren In alle Ewigkeit! Freut euch von Herzen, ihr Christen all Kommt her zum Kindlein in dem Stall Das Kindlein auserkoren, Freu dich, o Christenheit, Das in dem Stall geboren, Hat Himmel und Erd erfreut. Freut euch von Herzen, ihr Christen all, Kommt her zum Kindlein in dem Stall. Die Engel lieblich singen, Freu dich, du Christenheit, Tun gute Botschaft bringen, Verkündigen große Freud. Freut euch von Herzen, ihr Christen all, Kommt her zum Kindlein in dem Stall. Der Gnadenbrunn tut fließen. Freu dich, du Christenheit! Tut alle das Kindlein grüßen, Kommt her zu ihm mit Freud! Freut euch von Herzen, ihr Christen all, Kommt her zum Kindlein in dem Stall. |